# A Pair of Sixes (film)
A Pair of Sixes er en amerikansk stumfilm fra 1918 af Lawrence C. Windom.

## Medvirkende
- Taylor Holmes - T. Boggs Johns
- Robert Conness - George B. Nettleton
- Alice Mann - Florence Cole
- Edna Phillips - Nettleton
- Cecil Owen - Thomas J. Vanderholt